# УМБАЛ „Света Екатерина“
УМБАЛ „Света Екатерина” („Проф. д-р Александър Чирков / 2022 - 2023 /“) е университетска многопрофилна болница за активно лечение (УМБАЛ), намираща се в София, в двора на Александровска болница.

## История
Основите на болницата са поставени 7 ноември 1977 г., когато е основана клиниката по сърдечно-съдовата хирургия към Научния институт по хирургия на Медицинска академия. Първоначално в нея работят само хирурзи, кардиолози и медицински сестри, като дейността се състои основно от съдово-хирургични операции, а сърдечните операции се извършват по-рядко. През 1984 г. правителството възлага на проф. д-р Александър Чирков да изгради модерна кардиохирургия в България, базирана на клиниката по сърдечно-съдова хирургия. През следващите две години базата се модернизира и се закупува най-съвременна апаратура. На 14 май 1986 г. е направена първата сърдечна трансплантация на Балканите. Редица лекари и медицински сестри са изпратени на специализация в Европа и САЩ и след това прилагат наученото в своята работа.
През 1994 г. е създадена Катедра по сърдечно-съдова хирургия с пръв ръководител проф. д-р Александър Чирков.
През 2000 г. е открита новата част на Клиниката по кардиология. През юни 2004 г. болницата получава първия в България Сертификат за внедряване система за управление на качеството на медицинските услуги, съгласно международен стандарт ISO 9001:2000.
От 22 юли 2022 г. с решение на МЗ, носи името на дългогодишния си ръководител Проф. д-р Александър Чирков.

## Ръководство
- Изпълнителен директор: Проф. д-р Димитър Петков, д.м.н.[3]
- Главна медицинска сестра: Ирен Миленкова[4]

## Структура
УМБАЛ „Света Екатерина“ разполага със следните основни звена:
- Клиника по кардиология
  - Отделение по кардиология
  - Отделение по инвазивна кардиология
  - Отделение за кардиостимулация, имплантация на кардиовертер дефибрилатори и ресинхронизиращо лечение
  - Отделение за интензивно лечение на сърдечно-съдови усложнения
  - Отделение за лечение на вродени сърдечни малформации
  - Отделение по неинвазивна кардиология
  - Отделение за долекуване па пациенти със сърдечно-съдови заболявания
- Клиника по сърдечна хирургия
  - Приемен кабинет
  - Операционен блок
  - Отделение за оперативно лечение на придобити сърдечни заболявания
  - Отделение за оперативно лечение на вродени сърдечни заболявания
- Клиника по обща хирургия
  - Отделение по хирургия и ендоскопски процедури
  - Отделение по физикална и рехабилитационна медицина
  - Отделение по гастроентерология
- Клиника по анестезиология и интензивно лечение
  - Кабинет за предоперативен преглед и подготовка за анестезия
  - Отделение по анестезиология
  - Отделение за интензивно лечение на сърдечно оперирани болни
  - Отделение за интензивно лечение на съдово оперирани пациенти
- Клиника по съдова хирургия
  - Приемен кабинет
  - Операционен блок
  - Отделение по съдова хирургия
  - Отделение по ангиология
- Болнична аптека
- Конгресен център „Св. Екатерина“
  - Аула „Максима“
  - Зала 1
  - Зала 2